# Cooper Smeaton
J. Cooper Smeaton, kanadski profesionalni hokejski sodnik in hokejski trener, * 22. julij 1890, Carleton Place, Ontario, Kanada, † 3. oktober 1978.
Smeaton se je rodil v kraju Carleton Place. V mladosti je bil privrženec vseh športov, a najbolj navezal se je na hokej na ledu. V zgodnjih 1920. je dvakrat zavrnil ponudbo za profesionalno igranje hokeja na ledu. Namesto igranja se je sprevrgel v sojenje. Na svoji prvi tekmi leta 1913 med Montreal Canadiensi in Montreal Wanderersi v ligi NHA ga je obstopil Newsy Lalonde, potem ko je dosodil prepovedani položaj. Smeaton je Lalonda nemudoma kaznoval za 5 $ (Lalonde je bil znan kot stiskač in incidenta ni več ponovil). Leta 1916 se je Smeaton pridružil kanadski vojski in se bojeval v prvi svetovni vojni v Franciji. Ob ustanovitvi lige NHL je bil imenovan za najvišjega sodnika lige.
Smeaton je bil trener NHL moštva Philadelphia Quakers v sezoni, ko so igrali v ligi NHL, sezoni 1930/31. Klub se je v tisti sezoni spopadal s hudimi finančnimi težavami, kar se je odražalo tudi na ledu. Quakersi so namreč z zgolj 12 osvojenimi točkami prepričljivo zasedli zadnje, 5. mesto v Ameriški diviziji. Od aktivnega sojenja se je upokojil leta 1937, ko je imel za sabo že veliko finalnih tekem Stanleyjevega pokala in Pokala Allan. Leta 1961 je bil sprejet v Hokejski hram slavnih lige NHL. Prav tako je bil skrbnik Stanleyjevega pokala od 24. februarja 1946 do svoje smrti 3. oktobra 1978. Umrl je star 88 let.